# Кечмания 19
Кечмания 19 (на английски: WrestleMania XIX, WrestleMania 19) е деветнадесетото годишно pay-per-view събитие от поредицата Кечмания, продуцирано от Световната федерация по кеч (WWE). Провежда се на 30 март 2003 г. на Safeco Field в Сиатъл, Вашингтон.
Limp Bizkit свирят на живо както песента на шоуто Crack Addict, така и Rollin', на която излиза Гробаря.

## Мачове
| #    | Мачове                                                                                             | вид на мача                                              | Време |
| ---- | -------------------------------------------------------------------------------------------------- | -------------------------------------------------------- | ----- |
| Heat | Ланс Сторм и Чийф Морли (ш) (с Дъдли бойз) побеждават Кейн и Роб Ван Дам                           | Отборен мач за Световните отборни титли                  | 10:00 |
| 1    | Мат Харди (ш) (с Шанън Мур) поб. Рей Мистерио                                                      | Индивидуален мач за Титлата в полутежка категория на WWE | 05:39 |
| 2    | Гробаря поб. Грамадата и А-Трейн                                                                   | Хандикап мач                                             | 09:45 |
| 3    | Триш Стратъс поб. Виктория (със Стивън Ричардс) (ш) и Джаз                                         | Тройна заплаха за Титлата при жените на WWE              | 07:17 |
| 4    | Шелтън Бенджамин и Чарли Хаас (ш) поб. Лос Герерос (Еди Гереро и Чаво Гереро) и Крис Беноа и Райно | Тройна заплаха отборен мач за Отборните титли на WWE     | 08:46 |
| 5    | Шон Майкълс поб. Крис Джерико                                                                      | Индивидуален мач                                         | 22:33 |
| 6    | Трите Хикса (с Рик Флеър) (ш) поб. Букър Ти                                                        | Индивидуален мач за Световната титла в тежка категория   | 18:50 |
| 7    | Хълк Хоган поб. Винс Макмеън                                                                       | Уличен бой                                               | 20:48 |
| 8    | Скалата поб. Ледения Стив Остин                                                                    | Индивидуален мач                                         | 17:53 |
| 9    | Брок Леснар поб. Кърт Енгъл (ш)                                                                    | Индивидуален мач за Титлата на WWE                       | 21:04 |